# Jesper Forss
Carl Nils Jesper Forss, född 1 september 1993 i Örebro, är en svensk racerbåts¨förare.
Jesper Forss började tävla för Nora racerbåtsklubb. Han debuterade i ett VM för racerbåtar på Norasjön i Nora 2010.
Han vann 2012 års turnering i klassen F4-S 2012. Han har därefter från 2014 deltagit i Formula 1 Powerboat World Championship. Han har som bäst i F1 varit på tolfte plats totalt 2015.

## Meriter
- 2016 – 21:a Formula 1 Powerboat World Championship
- 2015 - 12:e Formula 1 Powerboat World Championship
- 2014 - 15:e Formula 1 Powerboat World Championship
- 2012 - F4-S Trophy Champion[3]